# 縣居神社
縣居神社（あがたいじんじゃ）は、静岡県浜松市中央区の神社。

## 歴史
1839年（天保10年）に創建された。国学者高林方朗や当時の浜松藩藩主水野忠邦の尽力により東伊場賀茂神社の境内摂社「縣居翁霊社」として建てられた。
1884年（明治17年）に「縣居神社」に改称、1920年（大正9年）に現在地に移転した。
1945年（昭和20年）の空襲で社殿は焼失、1984年（昭和59年）に再建された。

## 文化財
- 正平版論語（静岡県指定有形文化財 昭和42年10月11日指定）[3]

## 交通アクセス
- 浜松駅より徒歩25分。